# Appio
Appio  è un nome proprio di persona italiano maschile.

## Varianti
- Femminili: Appia[1][3][4]

### Varianti in altre lingue
- Basco: Apio
- Catalano: Api[5]
  - Femminili: Ápia[5]
- Friulano: Api
- Latino: Appius[1][3][6]
  - Femminili: Appia[1]
- Polacco: Appiusz

- Portoghese: Ápio
- Russo: Аппий (Appij)
- Serbo: Апије (Apije)
- Sloveno: Apij
- Spagnolo: Apio[5]
  - Femminili: Apia[5]

## Origine e diffusione
Si tratta di una ripresa colta del praenomen romano Appius, dall'origine ignota; secondo alcune fonti deriva da apis ("ape"), mentre per altre ricalca il sabino Attius. Da Appio deriva, come patronimico, il nome Appiano.
È ricordato principalmente grazie alla figura di Appio Claudio Cieco, da cui prendono il nome la Via Appia e l'Aqua Appia, della cui costruzione fu responsabile. Era assai comune nell'antica Roma, ed era tipico della gens Claudia. In Italia è poco diffuso; è attestato per oltre un quarto delle occorrenze in Emilia-Romagna, e per il resto disperso nel Centro-Nord (anche se a Roma si conta un certo numero di "Appio Claudio").

## Onomastico
Nessun santo ha portato questo nome, che quindi è adespota, e l'onomastico si può festeggiare quindi il 1º novembre, in occasione di Ognissanti.
Esiste per la precisione una sant'Appia, citata da san Paolo nella sua lettera a Filemone (1:2), tradizionalmente considerata la moglie di san Filemone, martirizzata con lui e altri compagni a Colossi sotto Nerone e commemorata il 22 novembre; il suo nome, però, in latino Apphia e in greco Ἀπφία (Apphia), è la forma grecizzata di un nome ebraico dal significato incerto, forse "che aumenta", e non ha alcuna relazione con il nome latino Appius.

## Persone
- Appio Claudio Caudice, console nel 264 a.C.
- Appio Claudio Cieco, politico e letterato romano
- Appio Claudio Crasso, tribuno consolare nel 403 a.C.
- Appio Claudio Crasso, tribuno consolare nel 424 a.C.
- Appio Claudio Crasso Inregillense, dittatore nel 362 a.C. e console nel 349 a.C.
- Appio Claudio Crasso Inregillense Sabino, decemviro e console nel 451 a.C.
- Appio Claudio Giuliano, console nel 224
- Appio Claudio Pulcro, console nel 212 a.C.
- Appio Claudio Pulcro, console nel 185 a.C.
- Appio Claudio Pulcro, console nel 143 a.C.
- Appio Claudio Pulcro, pretore nell'88 a.C. e console nel 79 a.C.
- Appio Claudio Pulcro, pretore nel 57 a.C. e console nel 54 a.C.
- Appio Claudio Pulcro, console nel 38 a.C.
- Appio Claudio Russo, console nel 268 a.C.
- Appio Claudio Sabino Inregillense, console nel 495 a.C.
- Appio Claudio Sabino Inregillense, console nel 471 a.C.
- Appio Erdonio, sabino promotore di una rivolta avvenuta a Roma nel 460 a.C.
- Appio Giunio Silano, console nel 28
- Appio Nicomaco Destro, praefectus urbi di Roma prima del 432